# Salkhit-Schädel
Als Salkhit-Schädel wird ein fossiles Schädeldach bezeichnet, das im Jahr 2006 im Salkhit-Tal (Bezirk Norowlin, Provinz Chentii) im Nordosten der Mongolei von Bergleuten entdeckt wurde. Zunächst provisorisch als „Mongolanthropus“ („Mongolenmensch“) bezeichnet und 2007 als Überrest eines Homo erectus oder Neandertalers interpretiert, wurde für den gut erhaltenen Fund 2019 ein Alter von 34.950 – 33.900 Jahren Cal BP berechnet. Dieser Datierung und einer zugleich geglückten Analyse seiner mitochondrialen DNA zufolge ist das Schädeldach der älteste bislang bekannte Beleg für die Anwesenheit des anatomisch modernen Menschen (Homo sapiens) in der Mongolei und zugleich „das einzige bekannte Fossil eines Homininen aus dem Pleistozän, das in der Mongolei gefunden wurde.“ Verwahrort des Fossils (Archivnummer: 2006-4) ist das Institut für Geschichte und Archäologie (zuvor: Institut für Archäologie) der Mongolischen Akademie der Wissenschaften in Ulaanbaatar.

## Entdeckung und stammesgeschichtliche Einordnung
Das Fossil wurde während einer Prospektion im Bereich einer Goldmine in sechs Metern Tiefe entdeckt. In seiner Nähe erhalten gebliebene Überreste eines Wollnashorns wurden 2008 in einer Studie unter Leitung von Yves Coppens als Indiz für eine biostratigraphische Datierung ins späte Pleistozän interpretiert. Zudem wurde das Schädeldach mit 67 Funden von Homo erectus, von Neandertalern, vom archaischen Homo sapiens und von anatomisch modernen Menschen verglichen. Dieser Vergleich ergab, dass der Salkhit-Schädel „ein Mosaik von archaischen und modernen Merkmalen“ aufweist, darunter einige, die auch bei Neandertalern zu finden sind, jedoch spreche die Mehrzahl der Merkmale für die Zugehörigkeit zu Homo sapiens.
Im Jahr 2020 wurde schließlich berichtet, dass aus dem Fossil auch DNA aus dem Zellkern gewonnen werden konnte. Demnach gehörte das Schädeldach einer Frau, deren Gene sie zweifelsfrei als anatomisch modern ausweisen. Gleichwohl konnten Genabschnitte nachgewiesen werden, die den Analysen zufolge vom Neandertaler stammen und ungefähr 1,7 % des Erbguts ausmachen; dies gleicht den Gegebenheiten bei den heute auf dem asiatischen Festland lebenden Menschen. Wie schon vom Fossil Tianyuan 1 bekannt, gelangten ferner durch Introgression auch Genabschnitte der Denisova-Menschen ins Erbgut der Vorfahren der Frau, allerdings deutlich weniger – geschätzt wird 1/10 – als vom Neandertaler. Diese Genabschnitte gleichen jenen, die bei heute auf dem asiatischen Festland lebenden Menschen nachweisbar sind, nicht aber jenen, die bei heute in Ozeanien lebenden Menschen erhalten geblieben sind. Dies deutet darauf hin, dass es „in der Vergangenheit verschiedene unabhängige Vermischungsereignisse zwischen Denisovanern und modernen Menschen gegeben“ hat.

## Belege
1. ↑   Damdinsuren Tseveendorj et al.: Mongolanthropus was Discovered in Mongolia. In: Studia Archeologica Instituti Archaeologici Academiae Scientiarum Mongolicae. Band (3) 23, Nr. 1, 2007, S. 5–20, Volltext in mongolischer Sprache mit diversen Abbildungen.
2. ↑  Thibaut Devièse et al.: Compound-specific radiocarbon dating and mitochondrial DNA analysis of the Pleistocene hominin from Salkhit Mongolia. In: Nature Communications. Band 10, Artikel-Nr. 274, 2019, doi:10.1038/s41467-018-08018-8.
3. 1 2   Denisovaner-DNA im Erbgut früher Ostasiaten. Forschende identifizieren 34.000 Jahre alte frühe Ostasiatin mit gemischter eurasischer Abstammung. Auf: mpg.de vom 29. Oktober 2020.
4. ↑  Yves Coppens, Damdinsuren Tseveendorj et al.: Discovery of an archaic Homo sapiens skullcap in Northeast Mongolia. In: Comptes Rendus Palevol. Band 7, Nr. 1, 2008, S. 51–60, doi:10.1016/j.crpv.2007.12.004.
5. ↑   Diyendo Massilani et al.: Denisovan ancestry and population history of early East Asians. In: Science. Band 370, Nr. 6516, 2020, S. 579–583, doi:10.1126/science.abc1166. Preprint (Volltext) vom 3. Juni 2020 siehe doi:10.1101/2020.06.03.131995.